# Титов, Михаил Алексеевич
Михаил Алексеевич Титов (17 сентября 1804, Санкт-Петербург — 3 [15] декабря 1853, Павловск) — композитор-дилетант, сын А. Н. Титова, племянник С. Н. Титова, внук А. Ф. Турчанинова.

## Биография
Служил офицером в Преображенском полку.
Систематического музыкального образования не получал, хотя, в отличие от брата Н. А. Титова, учился теории композиции у Джулиани, автора «Introduction au code d’harmonique».
В 1830 году вышел в отставку и поселился в Павловске, где впоследствии скончался и был похоронен.

### Композитор
Музыкальные произведения написаны в 1820—1830-х годах.
Романсам М. А. Титова присущи сентиментальность, чувственная мелодика, изящная партия фортепиано. Некоторые из вокальных произведений близки к стилю жестокого романса. Известны:
- «Ах, в мире я один»
- «Зачем исчез прелестный сон?»
- «Не верьте мне…»
- «Несчастный»
- «О, если б вы так любили»
- «Ожидание»
- «Ce que je veux…»
- «Quand deux flambeaux brulent ensemble».

М. А. Титовым написаны также несколько танцев для фортепиано, отличающиеся благородной изысканностью, меланхолическими настроениями раннего романтизма, пластичностью мелодики, утончённостью и грациозностью фактуры, что придаёт им своеобразное обаяние рафинированного искусства аристократических салонов.
В 1830 были опубликованы десять его романсов на русские и французские тексты, а также несколько танцев для фортепиано.